# 六國酒店

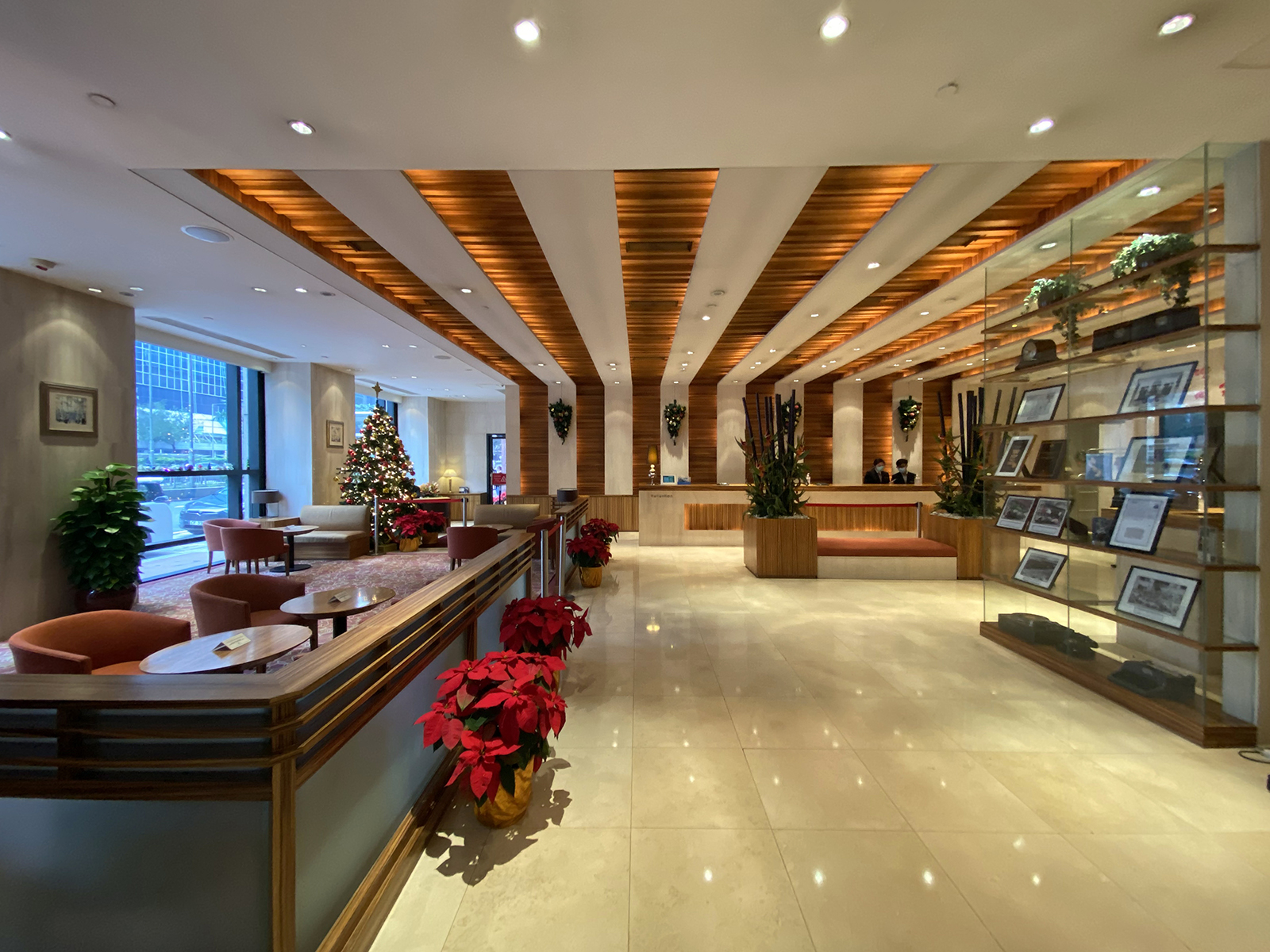
六國酒店大堂

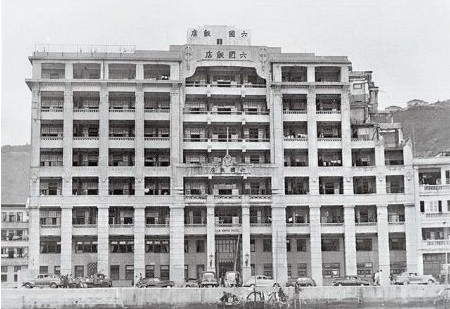
六國酒店之前身──六國飯店

六國酒店（英語：Gloucester Luk Kwok Hong Kong）為香港的一間四星級酒店，位於香港島灣仔告士打道72號，鄰近港鐵灣仔站。酒店於1933年開幕，當時稱為六國飯店。到1986年重建，改稱六國酒店，共提供196間豪華客房，包括194間客房，以及2間豪華套房。

## 歷史
1930年，陸海通創辦人陳任國（中國同盟會成員，並曾資助孫中山革命活動的經費）及其子陳符祥購入灣仔海旁地皮興建酒店。
酒店於1933年10月6日落成開幕，命名為六國飯店。六國飯店樓高七層，層數與對岸尖沙咀半島酒店相同，成為當時全香港第二高及香港島最高的建築物，也是香港第一間設中菜廳的酒店。
香港日治時期，六國飯店被日軍徵用為俱樂部，改名為「千歲館」，期間更遭盟軍戰機炸掉建築物的左上角。香港重光後，飯店一度由駐港英國海軍徵用，至1946年才恢復為酒店。
1986年9月，六國飯店暫停營業，原址拆卸重建成現代化酒店及商廈，並於1989年11月落成重新啟用。新建築物稱為六國中心，酒店部份改稱六國酒店。

## 酒店設施
- 健身室
- 宴會廳
- 商務中心
- 錄像室
- 多功能廳
- 托兒服務
- 醫務室
- 餐廳

## 餐廳

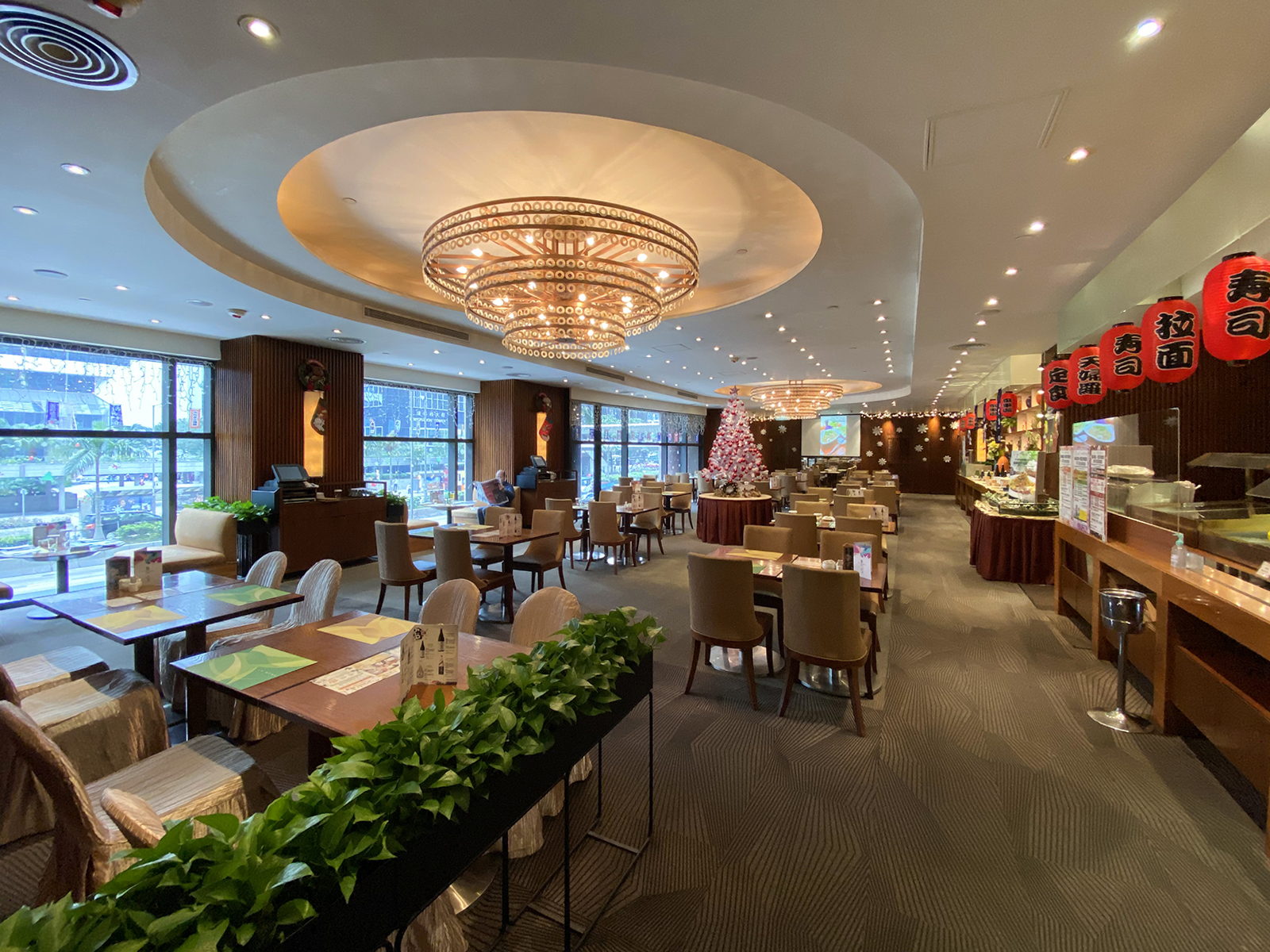
Le Menu（西餐）
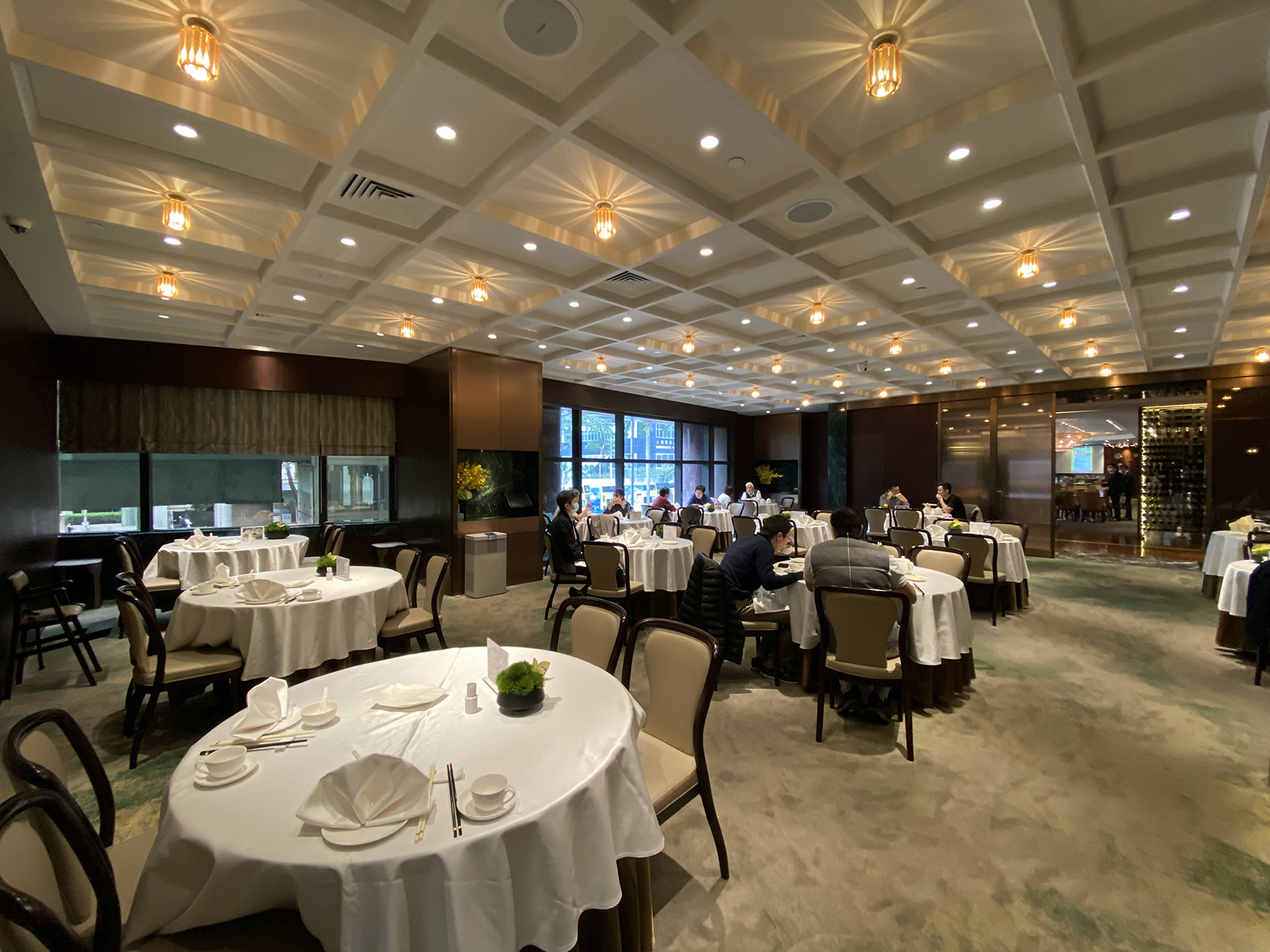
粵軒（中菜）
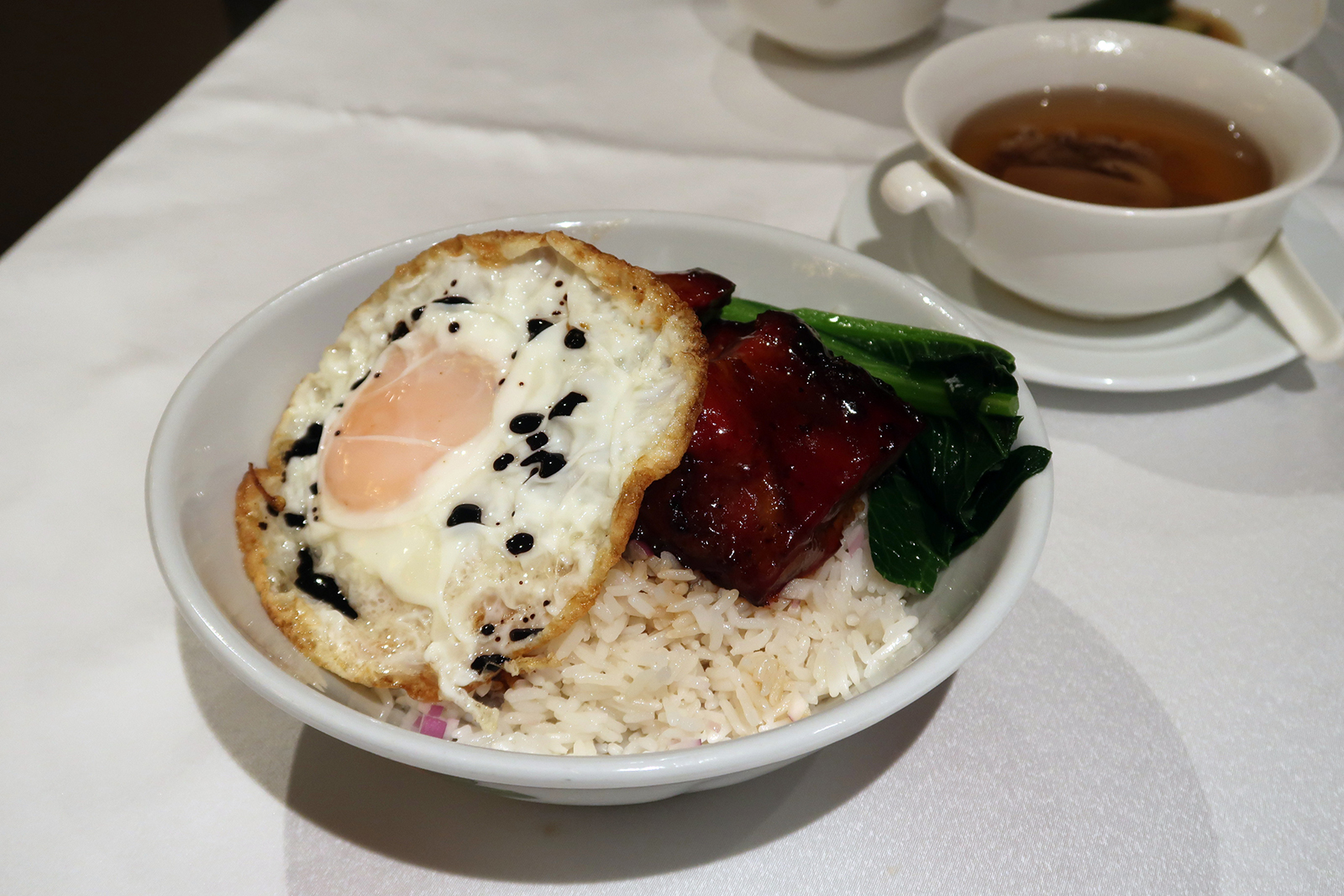
Lobby Lounge大堂酒廊（酒廊）

- Le Menu（西餐）
- 粵軒（中菜）
- 粵軒黯然銷魂飯吸引不少食客

## 軼事
在1957年以香港為背景的小說《蘇絲黃的世界》中，作者筆下的「南國酒店」靈感正源自六國飯店。

## 參看
- 香港酒店列表
- 蘇絲黃的世界

## 外部連結
- 六國酒店 （页面存档备份，存于）